# Semera
Semera (auch Samara) ist eine Planstadt am Rande der Danakil-Wüste im Nordosten  Äthiopiens. Sie ist seit 2007 Hauptstadt der Region Afar. Vorher hatte das ca. 100 km südöstlich gelegene Asaita diese Funktion. Zusammen mit der 7 km südöstlich gelegenen und größeren Stadt Logiya leben hier rund 94.000 Menschen.

## Geschichte
Bereits 1996 begann die äthiopische Regierung mit dem Bau der neuen Afar-Hauptstadt an der Hauptverbindungsstraße von Awash nach Assab in  Eritrea. Die weitere Entwicklung der Stadt ging jedoch wegen des Konflikts mit Eritrea und der im Jahr 1998 erfolgten  Grenzschließung nur schleppend voran. In der Folge verlagerte sich der äthiopische Import/Export auf den Hafen von Dschibuti und damit einhergehend auf die weiter südlich gelegenen Straßen bzw. die  Bahnstrecke Addis Abeba–Dschibuti.

## Infrastruktur
Semera liegt direkt am Awash-Asseb-Highway und damit an der Verbindung zum Hafen von Assab am Roten Meer, der nach der im Jahr 2018 erfolgten Grenzöffnung wieder zugänglich ist. Der Flughafen ist benannt nach Sultan Alimirah Hanfare und verbindet Semera mit Addis Abeba. Im Jahr 2008 wurde die Universität Samara University gegründet. Das archäologische Museum von Semera zeigt unter anderem eine Kopie des Skeletts von Lucy.